# Disney Vault
"Disney Vault" (Két an toàn của Disney) là một thuật ngữ được Walt Disney Studios Home Entertainment sử dụng để miêu tả chính sách ngừng phát hành các sản phẩm băng giải trí tại gia đình của các bộ phim hoạt hình do Walt Disney Animation Studios sản xuất. Mỗi bộ phim của Disney chỉ cho phép đặt mua trong một khoảng thời gian hạn chế, sau khoảng thời gian đó phim được đưa "vào trong két" và không có sẵn trên các gian hàng trong khoảng vài năm, cho tới khi nó được phát hành lại lần nữa.

## Lịch sử
Thao tác này bắt đầu với việc Disney phát hành lại các bộ phim hoạt hình của họ tại các rạp mỗi vài năm, từ lần phát hành lại của bộ phim sản xuất năm 1937, Nàng Bạch Tuyết và bảy chú lùn. Trong thời gian gần đây, công việc này được mở rộng với cả các sản phẩm phát hành tại gia đình, đặc biệt là các bộ đĩa thuộc dòng sản phẩm Bạch Kim và Kim cương. Một số bộ phim của Disney được phát hành trực tiếp dưới dạng băng giải trí tại nhà (không chiếu ngoài rạp), trong đó có Bambi II, cũng chỉ được phát hành trong một khoảng thời gian giới hạn đã định trước.

## Quản lý
Chính The Walt Disney Company đã tuyên bố rằng việc làm này nhằm kiểm soát thị trường của họ và để khiến các bộ phim Disney luôn tươi mới với các thế hệ khán giả nhỏ tuổi sau này. Mặt trái của quá trình ngừng phát hành phim này là nó khiến cho các băng và đĩa DVD phim Disney đã ngừng đưa ra thị trường trở nên có giá trị với các nhà sưu tập, và bị bán lại trên các cửa hàng và các website bán đấu giá như eBay với mức giá vượt trên cả mức giá bán lẻ ban đầu của công ty. Nó cũng khiến các phim Disney trở thành mục tiêu của nạn vi phạm bản quyền.